# Eremoleon cerverinus
Eremoleon cerverinus is een insect uit de familie van de mierenleeuwen (Myrmeleontidae), die tot de orde netvleugeligen (Neuroptera) behoort. 
Eremoleon cerverinus is voor het eerst wetenschappelijk beschreven door Navás in 1921.